# GSM Association
GSM Association (також відома як GSMA, нім. Groupe Speciale Mobile Association  — Асоціація «Спеціальна Група Мобільних технологій»)  — об'єднання мобільних операторів та інших компаній мобільного зв'язку з усього світу.
До її складу входять близько 800 світових мобільних операторів, понад 200 компаній, дотичних до сфери мобільного зв'язку: виробники мобільних телефонів, розробники програмного забезпечення, постачальники обладнання, Інтернет-компанії, медійні та розважальні організації, охоплюючи тим самим більше 220 країн з усього світу.
GSM Association є організатором Mobile World Congress та Mobile Asia Expo.

## Історія
GSM Association, як таке об'єднання, було утворене 1995 року. До того часу існувала GSM (нім. Groupe Speciale Mobile, була сформована 1982 року), що не була компанією, а меморандумом європейських країн щодо уніфікації телекомунікаційного простору Європи.

## Діяльність
Команда з громадських зв'язків GSMA веде політичні дебати, представляє мобільну індустрію урядам та регулювальним органам, а також забезпечує нормативно-правову базу, яка максимізує можливості розвитку для операторів мобільного зв'язку та довгострокові переваги для користувачів.